# Национално знаме на Либия
Националното знаме на Либия е първоначално въведено през 1951 г., след създаването на Кралство Либия. Знамето е проектирано от Омар Фаик Шениб и одобрено от крал Идрис I. Отпада от употреба през 1969, но впоследствие е прието от Националния преходен съвет и силите против Кадафи и статутът му на национално знаме е официално възвърнат на 3 август 2011 г. след падането на Муамар Кадафи. Състои се от черен цвят, зелен цвят и червен цвят с бели полумесец и звезда.

## История на либийското знаме

### 1951 – 1969
Първото знаме на модерна Либия е прието след независимостта от Италия през 1951 г. Съставено е от бял полумесец и звезда на фона на трибагреник от червен, черен и зелен цвят, като черното е в средата и ширината на лентата е двойно по-голяма от на другите две. Това знаме наподобява днешното

### 1969 – 1972
След бунта през 1969 г. името на Либия е променено на Либийска арабска република. Знамето е заменено и наподобява много на класическото панарабско знаме. Представлява трибагреник от червена, бяла и черна лента.

### 1972 – 1977
През 1972, когато Либия се присъединява към Федерацията на арабските републики е прието знамето на федерацията (което свързва страната с Египет и Сирия). На знамето е изобразен ястреб, който държи свитък с името на федерацията.
На 8 март 1977 г. името на страната е променено на Джамахирия ал-Арабия ал-Либия аш-Шабия ал-Иштиракия ал-Узма и на 11 ноември 1977 г., знамето е заменено от настоящотото изцяло зелено знаме на Либия, като реакция от посещението на Ануар Садат.

### 1977 – 2011
По време на управлението на Муамар ал-Кадафи, националното знаме на Либия е изцяло зелено без никакви други отличителни белези или детайли. То е прието на 11 ноември 1977 г. и по това време е било единственото знаме в света, което се състои от един-единствен цвят без детайли. Символизмът на знамето се изразява в това, че зеленият цвят е традиционен за исляма, и още символизира „зелената революция“ на Муамар Кадафи.

### Галерия
- Османска империя (до 1911)
- Италианска Либия (1911 – 1943)
- Кралство Либия 
 1951 – 1969
- Либийска арабска република 
 1969 – 1971
- Федерация на арабските републики 1972 – 1977
- Либийска джамахирия 1977 – 2011
- Флаг на военноморските сили на Либия 
1977 – 2011